# Hustenreflex
Der Hustenreflex ist ein unwillkürlich ablaufender Vorgang und stellt einen über mehrere Synapsen geschalteten (polysynaptischen) Schutzreflex dar, mit dem die Atemwege von Fremdkörpern, Sekretansammlungen und anderen schädigenden Reizen (Hustenreize) befreit werden können. 
Die Rezeptoren für Hustenreize sind in der Schleimhaut der oberen Luftwege, vor allem im Kehlkopf, der Luftröhre und den größeren Bronchien lokalisiert. In geringerer Zahl liegen sie auch in den kleinen Bronchien und dem Lungenfell.
Der afferente Schenkel des Reflexes läuft über viszerosensible Nervenfasern des Nervus vagus (Hirnnerv X). 2. afferente Neuronen im Nucleus tractus solitarii des unteren Hirnstamms leiten die Impulse weiter zu Neuronengruppen im sogenannten Atemzentrum der Medulla oblongata. Im Nucleus ambiguus, dem motorischen Kerngebiet des Nervus vagus und des Nervus glossopharyngeus, wird die Erregung auf den efferenten Schenkel umgeschaltet. Über den Nervus laryngeus superior wird über Aktivierung des Musculus cricothyroideus (einer der Kehlkopfmuskeln) eine Verengung der Stimmritze ausgelöst und eine explosionsartige Ausatmung befördert den Fremdkörper im günstigsten Fall nach außen.
Zentral wirksame Hustenmittel wie Codein und sein Derivat Dihydrocodein hemmen den Hustenreflex auf der Ebene der Verschaltung im Hirnstamm durch Bindung an p-Opioid-Rezeptoren.